# Две или три вещи, которые я знаю о ней
«Две или три вещи, которые я знаю о ней» (фр. 2 ou 3 choses que je sais d’elle) — фильм Жана-Люка Годара.

## Сюжет
В фильме рассказаны истории нескольких персонажей, ключевым образом связанных с главной героиней Жюльет Жансон и городом, в котором происходит действие фильма — Парижем шестидесятых годов.

## В ролях
| Актёр           | Роль            |
| --------------- | --------------- |
| Джозеф Герард   | монсеньор Жерар |
| Марина Влади    | Жюльет Жансон   |
| Анни Дюпре      | Марианна        |
| Роже Монсоре    | Робер Жансон    |
| Рауль Леви      | Джон Богас      |
| Жан Нарбони     | Роже            |
| Ив Бенетон      | молодой человек |
| Жюльет Берто    | девушка         |
| Кристоф Бурсейе | Кристоф Жансон  |